# Polylophota aruensis
Polylophota aruensis är en fjärilsart som beskrevs av Sir George Hamilton Kenrick 1912. Polylophota aruensis ingår i släktet Polylophota och familjen mott. Inga underarter finns listade i Catalogue of Life.